# ルイ・ヴァン・リント
ルイ・ヴァン・リント （Louis Van Lint、1909年12月26日 - 1986年12月27日）は、ベルギーの画家である。戦後抽象主義派。

## 略歴．人物
ルイ・ヴァン・リントはヘンリー・オットヴェール (Henry Ottevaere)とジャック・マース(Jacques Maes) の元、ブリュッセルの美術学校 (Académie des beaux-arts de Saint-Josse-ten-Noode) で1939年まで画法を学ぶ。画法だけでなく彫刻、建築も同様に学んだ。
最初の作品は 伝統的なフィギュラティヴ画法の影響と独特な色彩感覚を生かしたものとなっている。
1940年、"La Route Libre"をガストン・ベルトラン (Gaston Bertrand) 、アンヌ・ボネ (Anne Bonnet) らと設立した。
彼の作品は アニミズムの影響を受けたがThe Flayed Body (L'Ecorche,1943) は自由な芸術への願望を表した作品で必然的にアニミズムへの反感を示す物となった。後に形状と色使いの卓越さを象徴した抽象画へと転向していった。
第二次世界大戦後 "The Young Belgian Painters(La Jeune Peinture Belge)"をガストン・ベルトラン、アンヌ・ボネらと共同設立した。10年間幾何学抽象画を試み、その後フランス人画家、ジャン・ルネ・バゼーヌ（Jean René Bazaine)の影響を受け、情緒的な抽象画を始めた。その後コブラ（CoBrA)グループ展覧会に参加した。1958年、Solomon R.Guggenheim財団は彼に栄誉を与え、1960年 Royal Academy of Belgium の一員となる。1960年代 エルジェ(Hergé)に抽象画法を紹介し、1年間個人レッスンを施した。
彼は長年現代画法を代表するベルギーの画家の1人として挙げられている。また彼の作品は世界各国の展覧会で展示、紹介され、現在はベルギー王立美術館、ニューヨーク・グッゲンハイム美術館、フィレンチェ・ウフィツィ美術館、ニューヨーク・ブルックリン美術館 、ピッツバーグ ・カーネギー美術館、ブラジル・サンパウロ現代美術館が作品を所有している。

## 参加展覧会
- ベネチア ・ビエンナーレ、 1948。
- 国際水彩画展覧会 第14回 ビエンナーレ・ブルックリン美術館-ニューヨーク、1948。
- サンパウロ・ビエンナーレ、1951-1953。
- カーネギー研究所-ピッツバーグ、 1952。
- 7人のベルギー人画家-東京、1952.
- 7人のベルギー人画家-ドクスーパレス-ソウル、1952。
- 第2回サンパウロ ・ビエンナーレ-現代美術館-サンパウロ、1953。
- グッゲンハイム美術館-ニューヨーク、1954。
- L’image de Lille-シャイヨー宮-パリ、1958。
- カーネギー研究所-ピッツバーグ、1958。
- ジェームズ・アンソールからのベルギー人画家-ニューヨーク、 1958。
- 第2回ドクメンタ・ドクメンタ-カッセル、1959。
- 第5回サンパウロ・ビエンナーレ-現代美術館-サンパウロ、1959。
- ベルギー美術1920-1960-Parke-Bernet ギャラリー-ニューヨーク、1960。
- 20人のベルギー人現代美術画家-ブリュッセル-Phlippe Dotremont コレクションより-グッゲンハイム美術館-ニューヨーク、1959。
- 東京・ビエンナーレ、1961。
- 第1回米国中西部・ベルギー人画家展覧会-ノートルダム大学美術館-シカゴ、1961。
- 第1回米国中西部・人画家展覧会-現代美術センターシンシナティ、1962。
- 第1回米国中西部・ベルギー人画家展覧会-ミネソタ大学美術館、1962。
- ジェムス・アンソールからポール・デルヴォーまでのベルギーの美術-スミソニアン教会-ワシントン、1962。
- La Jeune Peinture Belge-マドリッド、1962。
- 東京・ビエンナーレ、 1965。
- 国際展覧会-カーネギー研究所-ピッツバーグ、1967。
- ベルギー美術1945-1970-現代美術-メキシコ、1970。
- コブラ 12年後-Karel Van Stuijenbergコレクション Museum of Contemporary Art Santiago、ブエノスアイレス、1994。
- フラミッシュとオステンデ出身のベルギー人画家-ベネチア、1997。
- コブラから抽象主義まで-The Thomas Neirynckコレクションより-パリ、2006。
- コブラの歩み-The Neyrinckコレクション、BAM Mons、2008。
- BRAFA、King Baudouin財団設立20周年、ブリュッセル、2012。
- Kandinsky & Russia、ベルギー王立美術館、ブリュッセル、2013。
- Around Louis Van Lint、Pierre Hallet ギャラリー、ブリュッセル、2013。
- ベルギー人画家　幾何学様式の抽象主義派 1945年から現在まで、BAM Mons、2014。
- ベルギー人画家　自画像　ウフィツィ美術館、フィレンツェ、2014。